# Niinisaaret (ö i Norra Karelen)
Niinisaaret är en ö i Finland. Den ligger i sjön Orivesi och i kommunen Kides i den ekonomiska regionen  Mellersta Karelens ekonomiska region  och landskapet Norra Karelen, i den sydöstra delen av landet, 300 km nordost om huvudstaden Helsingfors. Öns area är 5,5 hektar och dess största längd är 400 meter i öst-västlig riktning.  Notera att namnet antyder att det är fråga om flera öar.